# Amicodiscaceae
Amicodiscaceae is een familie van de Leotiomycetes, behorend tot de orde van Helotiales.

## Taxonomie
De familie Amicodiscaceae bestaat uit slechts één geslacht: 
- Amicodisca